# Грибоедово (Пензенская область)
Грибоедово — село в Иссинском районе Пензенской области, входит в состав Соловцовского сельсовета.

## География
Расположено на берегу реки Пелетьма в 3 км на северо-восток от центра сельсовета села Соловцово и в 27 км на юго-восток от райцентра посёлка Исса.

## История
Поселена стольником И.А. Грибоедовым на речке Пелетьме в конце XVII в. С 1780 г. – в составе Инсарского уезда Пензенской губернии. В 1782 г. село Грибоедовка Анны Ивановны Мосоловой, Василия и Петра Александровичей Вразских, 63 двора; всей дачи – 1394 десятины, в том числе усадебной земли – 37, пашни – 900, сенных покосов – 354, леса – 86; располагалось на правом берегу р. Пелетьмы и по обе стороны безымянного отвершка. Церковь Архистратига Михаила и господский дом – деревянные. «Земля – чернозем с песком, урожай хлеба и травы средствен, Лес строевой, дубовый, липовый, березовый, осиновый, между коим и дровяной; крестьяне на пашне». В 1785 г. показана за Александром Андреевичем Масаловым (161 ревизская душа). В 1877 г. — 77 дворов, деревянная церковь во имя Архангела Михаила (построена в 1782 году). В 1896 г. работала земская школа. В 1910 г. – село Грибоедово Соловцовской волости Мокшанского уезда, одна община, 55 дворов, церковь, церковноприходская школа.
С 1928 года село являлось центром Грибоедовского сельсовета Иссинского района Пензенского округа Средне-Волжской области (с 1939 года — в составе Пензенской области). В 1939 г. – центральная усадьба колхоза «Коммунар» (организован в 1930 г.), 82 двора. В 1955 г. – в составе Соловцовского сельсовета, центральная усадьба колхоза имени Кагановича. 

## Население
| 1782 | 1864 | 1877 | 1910 | 1926 | 1930 | 1940 |
| ---- | ---- | ---- | ---- | ---- | ---- | ---- |
| 320  | ↗426 | ↗474 | ↘309 | ↗422 | ↘293 | ↗459 |
| 1959 | 1979 | 1989 | 1996 | 2002 | 2010 |      |
| ↘228 | ↘100 | ↘66  | ↘59  | ↘43  | ↘28  |      |